# چارلی ادلرد
چارلی ادلرد (انگلیسی: Charlie Adlard؛ زادهٔ ۴ اوت ۱۹۶۶)یک نویسندهٔ کتاب‌های مصور اهل انگلستان است. از معروف‌ترین کارهای او می‌توان به مردگان متحرک و وحشی اشاره کرد.